# Erquan Yingyue
Erquan Yingyue ou Er Quan Ying Yue, en mandarin standard 二泉映月, est un morceau de musique chinoise écrit dans la première moitié du XXe siècle par Abing, musicien chinois spécialiste de l'erhu et du pipa.
Le titre peut être traduit par La Lune se reflétant dans le bassin ou La Lune se reflétant dans la seconde source, le « bassin » ou la « source » faisant référence au plan d'eau d'Erquan situé dans un parc public de la ville de Wuxi où vivait Abing,. Artiste de rue aveugle et travaillant principalement à l'oreille, Abing n'écrit pas les morceaux qu'il compose,. Ainsi, la date de composition d'Erquan Yingyue est inconnue mais son unique enregistrement original est réalisé en 1950 avec cinq autres morceaux peu de temps avant sa mort à la fin de cette année,.
À l'origine composé pour être uniquement joué à l'erhu, un instrument de la musique traditionnelle chinoise, il est adapté par la suite pour être joué par différents instruments ou formations, dont l'orchestre ou le piano. Erquan Yingyue est considéré comme étant le morceau le plus célèbre et le plus représentatif de la musique d'Abing.